# オバンボ
オバンボ（英語: Obambo）またはオバンボウ（Obambou）は、中部アフリカに伝わる超自然的存在。自ら善悪の行いをすることができ、対象に憑依して病気を引き起こしたり、家を建築して欲しがったりする。その存在については、悪魔であったり正しい埋葬が行われなかった者の霊であったりなど、部族によって解釈が異なる。

## 各部族による解釈
コミ族は、誰かが重病になった場合高い可能性でオバンボが原因であると信じていた。オバンボが原因かどうかは、医師または『オゴウンガ』と呼ばれる者によって判断される。オバンボは対象者の腸に住み着き、家族や友人、近隣住民が取り囲んで騒ぐまでそこにいると信じていたため、歌う、踊る、叫ぶ、ものをぶつけ合うなど、オバンボを追い出すために騒ぐ。
ムポングウェ族は、人はオバンボを霊として持って生まれ、生まれながらにして正気を失うことがあると信じていた。
この部族に限らず、オバンボを信じるほとんどの部族は、オバンボが憑依することで対象は狂うという共通の信念を持っている。